# ハムシ
ハムシ（葉虫、金花虫、英語：Leaf beetle）は、甲虫目ハムシ科 Chrysomelidaeの昆虫の総称。現在日本に約780種が知られる。6mm前後のものが多く、おおむね草食性である。なお、マメゾウムシ類はその形態からゾウムシに近いとの判断からこの名がついたが、現在ではハムシ科の一亜科として位置づけられている。なお、日常で「はむし」という場合、羽虫のことである場合も多い。これは、小さな羽のある虫全般を指し、特に分類群を定める語ではない。この項では上記の分類群を扱う。
形は多様だが、比較的簡単な形のものが多く、いわばコガネムシを小さくしたような虫である。しかしトゲハムシの仲間は背面に一面に棘状突起を持つものがあり、またジンガサハムシやカメノコハムシと呼ばれるものは体の縁が平板状に広がって陣笠状の特異な姿となる。また、ノミハムシの仲間は、後肢に跳躍器官を持ちノミのように跳躍する。アカガネサルハムシのように金属光沢の美しい体色のものもある。
幼虫はイモムシ状かジムシ状。胸部に3対の脚をもつが腹部にはない。
多くは生きた植物を食べる。農作物を食うものも多く、ウリハムシやイチゴハムシなどはしばしば大量発生して農作物に被害をもたらすので、害虫とされている。マメゾウムシは貯蔵穀物を加害する。利用されることは少ないが、マメゾウムシ類は個体群生態学の分野でモデル生物とされるものがある。

## 下位分類
- マメゾウムシ亜科 w:Bruchinae Latreille, 1802
- ハムシ亜科 w:Chrysomelinae Latreille, 1802
- クビボソハムシ亜科 w:Criocerinae Latreille, 1804：ヤマイモハムシ
- ツツハムシ亜科 w:Cryptocephalinae Gyllenhal, 1813
- ネクイハムシ亜科 w:Donaciinae Kirby, 1837
- サルハムシ亜科 w:Eumolpinae Hope, 1840
- ヒゲナガハムシ亜科 w:Galerucinae Latreille, 1802
- トゲハムシ亜科 w:Hispinae Gyllenhal, 1813
- ツヤハムシ亜科 w:Lamprosomatinae Lacordaire, 1848
- 亜科 w:Sagrinae Leach, 1815
- 亜科 w:Spilopyrinae Chapuis, 1874